# Penetrància
En genètica, la penetrància és la freqüència, expressada com a percentatge, amb què un gen present en una població hi té una expressió fenotípica. Si el gen s'expressa en tots els individus que en són portadors, la penetrància serà del 100 per cent i es diu que és completa. Quan el fenotip observable no correspon sempre al genotip que es coneix, es diu que la penetrància és incompleta i el seu valor serà inferior al 100 per cent.
La penetrància és un valor estadístic; per tant, per calcular-la amb fiabilitat cal analitzar l'expressió fenotípica en un gran nombre de persones. Només així es podrà predir la probabilitat que un gen determinat expressi en el fenotip la característica que codifica. Diversos factors poden afectar l'expressió d'un gen. En alguns casos, pot ser que l'expressió d'altres gens silenciï un gen determinat o en minimitzi el seu efecte en el fenotip.
En algunes malalties complexes s'han detectat mutacions en múltiples gens que, sense ser la causa directe de la malaltia, hi contribueixen com a factors de risc i que també es detecten en persones sanes. Són mutacions amb penetrància incompleta i és convenient poder conèixer el seu grau de penetrància. Per calcular-la, cal analitzar dades com ara el nombre de mutacions identificades en una mostra de pacients i en una mostra de control, el nombre de pacients i el nombre de controls inclosos en l'estudi, i la incidència de la malaltia que s'investiga en la població d'on s'han estret les mostres de pacients i de controls.